# Mark Groeneveld
Mark Groeneveld (født 15. juni 2003 i Enkhuizen, død 23. oktober 2023 i Hongkong) var en cykelrytter fra Holland, der ved sin død kørte for det canadiske hold X-Speed United.